# Orto Botanico Conservativo Carlo Spegazzini

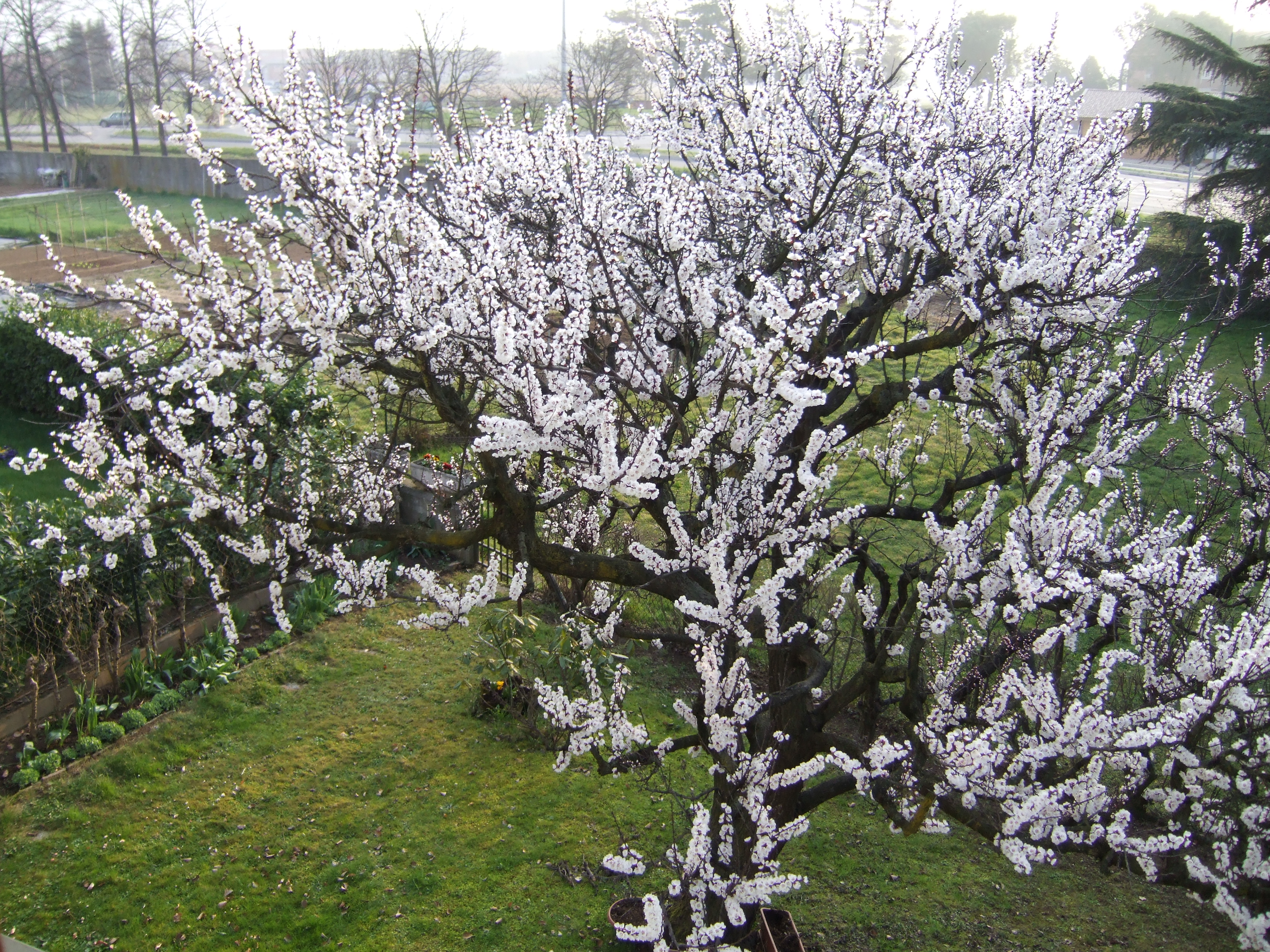
Flores de albaricoque Prunus armeniaca una de las especies cultivadas en el Orto Botanico Conservativo Carlo Spegazzini.

El Jardín Botánico Conservatorio Carlo Spegazzini (en italiano: Orto Botanico Conservativo Carlo Spegazzini) es un jardín botánico de preservación de especies en peligro de 15,000 m² de extensión, administrado por la "Accademia Trevigiana per il Territorio", en Treviso, Italia. 

## Localización
Este jardín botánico se ubica adyacente al Giardino Fenologico "Alessandro Marcello".
Orto Botanico Conservativo Carlo Spegazzini 51021 viale de Coubertin 15, Treviso, Provincia de Treviso, Veneto, Italia.45°40′0″N 12°15′0″E / 45.66667, 12.25000
Está abierto todos los días en los meses cálidos.

## Historia
El jardín fue creado en 1995, nombrado en honor del botánico local Carlo Spegazzini famoso por ser uno de los primeros investigadores en estudiar la flora de América Latina. 
Su misión es la de preservar especies nativas, plantas de cosechas, y  hábitat para estudios de experimentación.

## Colecciones
Actualmente alberga más de 500 plantas representando unas 30 especies, organizadas en las siguientes zonas:
- Bosque original de las llanuras del río Po, que tiene la intención de reproducir, aunque sea en un área limitada, el bosque típico del Valle del Po antes de que el hombre roturara los terrenos para los cultivos agrícolas. Las plantas que lo componen son exclusivamente indígenas. En la actualidad lo que queda de este tipo de medio ambiente son sólo algunos residuos limitados y no siempre se conservan de conformidad con las características originales, ya que se han introducido en los últimos años, numerosas especies no autóctonas importadas. La importancia de volver a crear este ambiente no está solamente vinculado a un interés estrictamente científico, sino que también adquiere una importancia especial en términos de vida silvestre.
- Seto;
- Colección de especies de Prunus nativas, estas especies están desapareciendo rápidamente sus cultivos, debido a que sus producciones no tienen salidas en el mercado y por lo tanto no producen ingresos, se caracterizan por la resistencia a los parásitos y son muy sensibles a la luz, por lo que su nicho ecológico, es decir, su papel en el medio ambiente, es la conquista de frente del bosque
- Parras tradicionales y árboles de moreras, este sitio es un espacio con filas de vides y de árboles de morera intercalados a la manera tradicional. Este es un tipo muy común de cultivo en la región del Véneto hasta hace unas pocas décadas. Los árboles de morera fueron utilizados como postes de apoyo, mientras que sus hojas son el alimento para la cría de gusanos de seda (estas actividades actualmente también están desapareciendo tras el uso de pesticidas, lo que impide la vida de los insectos).
- Humedales, se compone de dos Charcas de diferentes tamaños y profundidades que han permitido el desarrollo de una flora y fauna.  Reproducen el ambiente de la frontera entre las llanuras bajas y altas, una zona rica en manantiales y ríos, el medio ambiente típico de esta zona. Tiene gran valor ecológico, ya que es un medio "fácil" y por lo tanto lleno de vida, la presencia de agua con algunos cambios en la temperatura es particularmente favorable a las formas más delicadas de la vida que constituyen la base de la cadena alimentaria.